# Districtul Podunavlje
Districtul Podunavlje (în sârbă Подунавски округ) este o unitate administrativă de gradul I, situată în partea de nord a Serbiei. Reședința sa este orașul Smederevo. Cuprinde 3 comune care la rândul lor sunt alcătuite din localități (orașe și sate).

## Comune
- Smederevo
- Smedervska Palanka
- Velika Plana